# Саттин, Ребекка
Ребекка Саттин (англ. Rebecca Sattin; род. 29 октября 1980, Хониара) — австралийская гребчиха, выступавшая за сборную Австралии по академической гребле в период 1999—2004 годов. Бронзовая призёрка летних Олимпийских игр в Афинах, двукратная чемпионка мира, победительница и призёрка многих регат национального значения.

## Биография
Ребекка Саттин родилась 29 октября 1980 года в городе Хониара на Соломоновых Островах. Детство провела в Западной Австралии.
Занималась академической греблей на реке Суон в Перте, состояла в местном одноимённом клубе Swan River Rowing Club.
Первого серьёзного успеха на взрослом международном уровне добилась в сезоне 1999 года, когда вошла в основной состав австралийской национальной сборной и побывала на этапе Кубка мира в Люцерне, откуда привезла награду бронзового достоинства, выигранную в зачёте распашных безрульных четвёрок — в решающем заезде пропустила вперёд только два экипажа из Германии. Также в этом сезоне в той же дисциплине выиграла серебряную медаль на молодёжном Кубке наций в Гамбурге.
В 2000 году в безрульных четвёрках вновь стала бронзовой призёркой на этапе Кубка мира в Люцерне, заняла шестое место на этапе Кубка наций в Копенгагене.
На чемпионате мира 2001 года в Люцерне одержала победу в восьмёрках. Кроме того, добавила в послужной список серебряную награду, полученную в восьмёрках на этапе Кубка мира в Мюнхене.
В 2002 году взяла бронзу на этапах мирового кубка в Мюнхене и Люцерне, тогда как на мировом первенстве в Севилье дважды поднималась на пьедестал почёта: получила серебро в рулевых восьмёрках и золото в безрульных четвёрках, став таким образом двукратной чемпионкой мира по академической гребле.
На чемпионате мира 2003 года в Милане попасть в число призёров не смогла, в восьмёрках пришла к финишу четвёртой.
Благодаря череде удачных выступлений удостоилась права защищать честь страны на летних Олимпийских играх 2004 года в Афинах. В составе четырёхместного парного экипажа, куда также вошли гребчихи Дана Фалетич, Эмбер Брэдли и Керри Хор, финишировала в решающем заезде на третьей позиции позади команд из Германии и Великобритании — тем самым завоевала бронзовую олимпийскую медаль. Вскоре по окончании этих соревнований приняла решение завершить спортивную карьеру.